# 坎波雷亚尔
坎波雷亚尔，是西班牙马德里自治区的一个市镇。总面积61.75平方公里，总人口5715人（2013年），人口密度92.6人/平方公里。